# パリ約定
パリ約定（パリやくじょう）は、1864年6月20日（元治元年5月17日）にパリにおいて江戸幕府の遣仏使節が日仏間に取り交わした約定である。江戸幕府が批准を拒否し発効しなかった。

## 約定締結の経緯
文久3年（1863年）、フランス軍人3名の殺害事件が発生する等、攘夷論が高まる中、幕府は横浜港の鎖港をするよう各国に打診したが、外国側はこれに応じなかった。そのため、横浜鎖港の交渉をするための遣仏使節が同年11月に結成された。外国奉行の池田筑後守長発を正使に、同じく外国奉行の河津伊豆守祐邦を副使とする34名の使節団が、同年12月29日に横浜から出港した。
使節は上海・スエズ・マルセイユ経由で1864年3月13日にパリに到着。ナポレオン3世政府の外務大臣エドゥアール・ドルアン・ド・リュイスと横浜鎖港の交渉を開始した。しかし、フランス側は下関戦争の賠償請求・横浜などの3港の自由港化・新たな開港などを要求。鎖港の困難と開国の必要性を感じた池田達は、パリ約定を締結した。
遣仏使節は約定の調印後、予定していたイギリス訪問を中止し、元治元年（1864年）7月に横浜に帰港。その後、7月22日に池田達は対外和親の政策を幕府に建議した。しかし、幕閣は使節一行が横浜鎖港の使命を果たせなかったことに怒り、池田長発を半知召上げ・蟄居とし、副使の河津も免職・蟄居を命ぜられた。

## 約定の内容
池田達が取り交わした約定は以下の通りである。
- 長州藩によるフランス船砲撃に対する賠償支払い（幕府は10万ドル、長州藩は4万ドル）。
- フランス船の下関海峡自由航行の保証。
- 輸入品の関税率低減（一部の品目は無税）。

幕府は批准を拒否し、7月24日に約定の破棄をイギリス・アメリカ・フランス・オランダに宣言した。